# Rząd Jana Kucharzewskiego
Rząd Jana Kucharzewskiego – pierwsza Rada Ministrów Królestwa Polskiego, kierowana przez Jana Kucharzewskiego, powołana przez Radę Regencyjną 13 grudnia 1917 r. Rząd Kucharzewskiego podał się do dymisji 11 lutego 1918 r., zaś Rada Regencyjna dymisję tę przyjęła 27 lutego 1918 r.
W dniu 21 listopada 1917 r. państwa centralne wyraziły zgodę na powołanie Jana Kucharzewskiego na stanowisko Prezydenta Ministrów (premiera). W dniu 11 grudnia 1917 r. miało miejsce pierwsze posiedzenie rządu. W dniu 13 grudnia Rada Regencyjna zatwierdziła przedstawiony przez Kucharzewskiego skład rządu, przekazując ministrom dokumenty nominacyjne. Uchwałą z 13 grudnia 1917 r. Rada Ministrów upoważniła swoich członków do przejęcia departamentów byłej Tymczasowej Rady Stanu. Na podstawie dekretu Rady Regencyjnej o tymczasowej organizacji Władz Naczelnych w Królestwie Polskiem z 3 stycznia 1918 r. z dniem 2 lutego 1918 r. rząd przejął kompetencje Komisji Przejściowej oraz Wydziału Wykonawczego Tymczasowej Rady Stanu, Prezydent Ministrów przejął kompetencje Marszałka Koronnego i Przewodniczącego Komisji Przejściowej, a departamenty zostały przekształcone w ministerstwa.
Rząd Kucharzewskiego nie został dopuszczony do udziału w prowadzonych na przełomie 1917 i 1918 r. w Brześciu rokowaniach pokojowych państw centralnych z Rosją Sowiecką i Ukrainą. W związku z niekorzystnymi dla Polski postanowieniami traktatu pokojowego państw centralnych z Ukrainą z dnia 9 lutego 1918 r., w dniu 11 lutego 1918 r. rząd Kucharzewskiego zgłosił dymisję. W miejsce zdymisjonowanego rządu Rada Regencyjna powołała 27 lutego prowizorium rządowe Antoniego Ponikowskiego.

## Skład
W dniu przyjęcia dymisji:
- Jan Kucharzewski – Prezydent Ministrów
- Józef Mikułowski-Pomorski – Minister Rolnictwa i Dóbr Koronnych
- Stanisław Bukowiecki – Minister Sprawiedliwości
- Stefan Przanowski – Minister Aprowizacji
- Stanisław Staniszewski – Minister Opieki Społecznej i Ochrony Pracy
- Jan Stecki – Minister Spraw Wewnętrznych
- Jan Kanty Steczkowski – Minister Skarbu
- Jan Zagleniczny – Minister Handlu i Przemysłu
- Antoni Ponikowski – Minister Wyznań i Oświecenia Publicznego

Powołani przez Tymczasową Radę Stanu Wojciech Rostworowski, Dyrektor Departamentu Stanu oraz Ludwik Górski, Dyrektor Komisji Wojskowej, formalnie nie będąc członkami Rady Ministrów, zostali jednak zdymisjonowani wraz z wchodzącymi w jej skład ministrami.